# Кремна
Кремна су насељено место у Србији у граду Ужицу у Златиборском округу. Према попису из 2022. било је 452 становника. Сачињавају је сеоска насеља Кремна, Стрмац, Радуша и Витаси. До 1965. ово насеље је било седиште општине Кремна коју су чинила насељена места: Биоска, Кесеровина, Котроман, Кремна, Кршање, Мокра Гора, Пањак, Пеар, Радуша, Стрмац, Витаси и Врутци, насеља која су територијално заузимала 51% површине општине Ужице. После укидања општине подручје бивше општине је у целини ушло у састав тадашње општине Титово Ужице. До тада су се Кремна и Мокра Гора били у саставу општине Чајетина, Која је обухватала целу територију планине Златибор, тада Креманска област, села Кремна и Мокра Гора издвајају из састава Општине Чајетина и улазе у састав тадашње општине Титово Ужице у исто време када је скоро цела Муртеничка област, јужни део планине Златибор, издвојена из састава општине Чајетина и ушла у састав општине Нова Варош.
Постоји иницијатива грађана да се Кремнима врати статус градске општине у саставу града Ужица, какав је био до 1965 године.

## Креманска област
Креманска област (или Шарганска област) обухвата сјеверни дио Златибора.
Центар области је село Кремна, родно мјесто пророчке фамилије Тарабића. Друго велико село Креманске области је Мокра Гора. На западној граници Креманске области, на прелазу ка Тари, налази се село Биоска.
Креманска област се на сјеверу граничи са планином Таром, на истоку са ужичким крајем, на југу са другим дијеловима Златибора (конкретно, са селом Семегњевом), а на западу са Босном.
О Кремнима је 2015. објављена књига Илије Мисаиловића „Кремна, село на путу Ужице-Вишеград“  213606156.
Овде се налазе Црква Светог Георгија у Кремнима и ОШ „Богосав Јанковић” Кремна. У Кремни је живео Здравко Селаковић, носилац Карађорђеве звезде са мачевима.

## Туризам
Туристичке атракције ове области су Шарганска осмица, пруга једног колосијека која прави фигуру броја осам да би лакше савладала успон брда Шаргана, родна кућа видовњачке породице Тарабића у Кремнима, Дом пророка у Кремнима. У последње време је примећен развој сеоског туризма те све већи број ноћења како домаћих, тако и страних туриста. У 2020. ој години је забележено преко 10.000 ноћења у месту.
Креманска област је била дио Златиборског среза дуг период времена административно везана за тадашњу Чајетину. Златиборски срез је данас заменила скраћена Општина Чајетина, у чији састав не улазе северни и јужни делови Златибора. Северни Златибор (Креманска област) припао је Општини Ужице, а јужни (Муртеничка област) Општини Новој Вароши.

## Тарабићи
У 19. вијеку у овом селу су живјели Тарабићи, позната породица за коју се у народу вјерује да су били видовити, а послије њих се појавило још неколико особа које су тврдиле то исто за себе (Станоје Мулић, Јово Крпа, Стеван Мулић, Буде Богосављевић, Милоје Ђурђић, Милун Нешовић (или Нешевић), Видосав Чолић и други).

## Насеља
Кремна имају више насеља која су разасута између планине Златибора и планине Таре. Нека од највећих насеља
су: Центар, Стрмац, Радуша, Дуги До, Витаси, Шарган, Оморика, и др.

## Демографија
У насељу Кремна живи 619 пунолетних становника, а просечна старост становништва износи 45,6 година (43,9 код мушкараца и 47,2 код жена). У насељу има 269 домаћинстава, а просечан број чланова по домаћинству је 2,70.
Ово насеље је великим делом насељено Србима (према попису из 2002. године), а у последња три пописа, примећен је пад у броју становника.
|  |

| Демографија | Демографија | Демографија |
| Година      | Становника  | Становника  |
| ----------- | ----------- | ----------- |
| 1948.       | 1.137       |             |
| 1953.       | 1.251       |             |
| 1961.       | 1.244       |             |
| 1971.       | 1.097       |             |
| 1981.       | 997         |             |
| 1991.       | 851         | 851         |
| 2002.       | 727         | 741         |

| Етнички састав према попису из 2002.‍ | Етнички састав према попису из 2002.‍ | Етнички састав према попису из 2002.‍ | Етнички састав према попису из 2002.‍ | Етнички састав према попису из 2002.‍ |
| ------------------------------------ | ------------------------------------ | ------------------------------------ | ------------------------------------ | ------------------------------------ |
|                                      |                                      |                                      |                                      |                                      |
| Срби                                 | Срби                                 |                                      | 722                                  | 99,31%                               |
| Хрвати                               | Хрвати                               |                                      | 1                                    | 0,13%                                |
| Бугари                               | Бугари                               |                                      | 1                                    | 0,13%                                |
| непознато                            | непознато                            |                                      | 3                                    | 0,43%                                |

| \| \| м \| \| \| ж \| \| ? \| 5 \| \| \| 1 \| \| 80+ \| 6 \| \| \| 16 \| \| 75—79 \| 14 \| \| \| 22 \| \| 70—74 \| 28 \| \| \| 41 \| \| 65—69 \| 28 \| \| \| 32 \| \| 60—64 \| 29 \| \| \| 25 \| \| 55—59 \| 17 \| \| \| 22 \| \| 50—54 \| 29 \| \| \| 34 \| \| 45—49 \| 28 \| \| \| 29 \| \| 40—44 \| 19 \| \| \| 18 \| \| 35—39 \| 23 \| \| \| 18 \| \| 30—34 \| 23 \| \| \| 15 \| \| 25—29 \| 19 \| \| \| 20 \| \| 20—24 \| 12 \| \| \| 28 \| \| 15—19 \| 21 \| \| \| 15 \| \| 10—14 \| 17 \| \| \| 11 \| \| 5—9 \| 14 \| \| \| 13 \| \| 0—4 \| 17 \| \| \| 18 \| \| Просек : \| 43,9 \| \| \| 47,2 \| |      |  |  |      |
| |      |  |  |      |
| | м    |  |  | ж    |
| ? | 5    |  |  | 1    |
| 80+ | 6    |  |  | 16   |
| 75—79 | 14   |  |  | 22   |
| 70—74 | 28   |  |  | 41   |
| 65—69 | 28   |  |  | 32   |
| 60—64 | 29   |  |  | 25   |
| 55—59 | 17   |  |  | 22   |
| 50—54 | 29   |  |  | 34   |
| 45—49 | 28   |  |  | 29   |
| 40—44 | 19   |  |  | 18   |
| 35—39 | 23   |  |  | 18   |
| 30—34 | 23   |  |  | 15   |
| 25—29 | 19   |  |  | 20   |
| 20—24 | 12   |  |  | 28   |
| 15—19 | 21   |  |  | 15   |
| 10—14 | 17   |  |  | 11   |
| 5—9 | 14   |  |  | 13   |
| 0—4 | 17   |  |  | 18   |
| Просек : | 43,9 |  |  | 47,2 |

| Година пописа     | 1948. | 1953. | 1961. | 1971. | 1981. | 1991. | 2002. |
| ----------------- | ----- | ----- | ----- | ----- | ----- | ----- | ----- |
| Број домаћинстава | 199   | 222   | 280   | 271   | 292   | 282   | 269   |

| Број чланова      | 1  | 2  | 3  | 4  | 5  | 6 | 7 | 8 | 9 | 10 и више | Просек |
| ----------------- | -- | -- | -- | -- | -- | - | - | - | - | --------- | ------ |
| Број домаћинстава | 64 | 88 | 36 | 46 | 22 | 9 | 2 | 1 | 1 | 0         | 2,70   |

| Пол    | Укупно | Неожењен/Неудата | Ожењен/Удата | Удовац/Удовица | Разведен/Разведена | Непознато |
| ------ | ------ | ---------------- | ------------ | -------------- | ------------------ | --------- |
| Мушки  | 301    | 86               | 190          | 17             | 6                  | 2         |
| Женски | 336    | 55               | 194          | 79             | 8                  | 0         |
| УКУПНО | 637    | 141              | 384          | 96             | 14                 | 2         |

| Пол    | Укупно                    | Пољопривреда, лов и шумарство | Рибарство                            | Вађење руде и камена | Прерађивачка индустрија       |
| ------ | ------------------------- | ----------------------------- | ------------------------------------ | -------------------- | ----------------------------- |
| Мушки  | 116                       | 17                            | 0                                    | 0                    | 44                            |
| Женски | 54                        | 8                             | 0                                    | 0                    | 9                             |
| Укупно | 170                       | 25                            | 0                                    | 0                    | 53                            |
|        |                           |                               |                                      |                      |                               |
| Пол    | Производња и снабдевање   | Грађевинарство                | Трговина                             | Хотели и ресторани   | Саобраћај, складиштење и везе |
| Мушки  | 1                         | 6                             | 7                                    | 8                    | 5                             |
| Женски | 0                         | 1                             | 6                                    | 14                   | 1                             |
| Укупно | 1                         | 7                             | 13                                   | 22                   | 6                             |
|        |                           |                               |                                      |                      |                               |
| Пол    | Финансијско посредовање   | Некретнине                    | Државна управа и одбрана             | Образовање           | Здравствени и социјални рад   |
| Мушки  | 0                         | 1                             | 12                                   | 2                    | 3                             |
| Женски | 0                         | 0                             | 0                                    | 2                    | 5                             |
| Укупно | 0                         | 1                             | 12                                   | 4                    | 8                             |
|        |                           |                               |                                      |                      |                               |
| Пол    | Остале услужне активности | Приватна домаћинства          | Екстериторијалне организације и тела | Непознато            | Непознато                     |
| Мушки  | 1                         | 0                             | 0                                    | 9                    | 9                             |
| Женски | 1                         | 0                             | 0                                    | 7                    | 7                             |
| Укупно | 2                         | 0                             | 0                                    | 16                   | 16                            |